# Johan August Sandels
Johan August Sandels, né le 31 août 1764 à Stockholm et mort dans cette même ville le 22 janvier 1831, est un soldat et homme d'État suédois.
Il a été gouverneur général de Norvège entre 1818 et 1827.
Il a participé à la guerre de Finlande.